# Museo del Orinal
El Museo del Orinal está dedicado al utensilio higiénico de uso doméstico, el orinal, muestra de la artesanía aplicada a cubrir una necesidad biológica a lo largo siglos, son piezas de  distintos estilos, modelos y diseños de un recipiente de uso común en todos los hogares. El museo alberga 1320 piezas, siendo la más antigua del siglo XIII. Está ubicado en la ciudad de Ciudad Rodrigo en Salamanca (España). 
El museo se creó por la aportación de la colección reunida a lo largo de veinticinco años por José María del Arco Ortiz, conocido por el apodo Pesetos, en él se exponen piezas procedentes de 27 países, siendo este museo, por su temática, único en el mundo.

## Origen
El origen del Museo del Orinal se debe al coleccionista, natural de Ciudad Rodrigo, José María del Arco Ortiz quien se dedicó a conseguir piezas por todo el mundo, buscando y rebuscando en anticuarios, hospitales, mercadillos,  etc. y recibiendo por parte de sus amigos un orinal como el mejor de los regalos. Siendo el orinal o bacinilla el utensilio higiénico de uso diario, por lo tanto, ha sido parte de la historia del "hombre, la mujer y el niño; del rey y la reina; de la dama y la criada; de la monja, el obispo, el cura y el sacristán, del enfermo y el sano",  que muestra la evolución y el uso del mismo a través de la historia.  
El museo se abrió al público en el año 2006, coincidiendo con  la celebración de la exposición Las Edades del Hombre en la ciudad mirobrigense. Con anterioridad y desde el año 1991, la colección de orinales se había mostrado como una exposición itinerante que se exhibía por distintos puntos de España y Portugal.

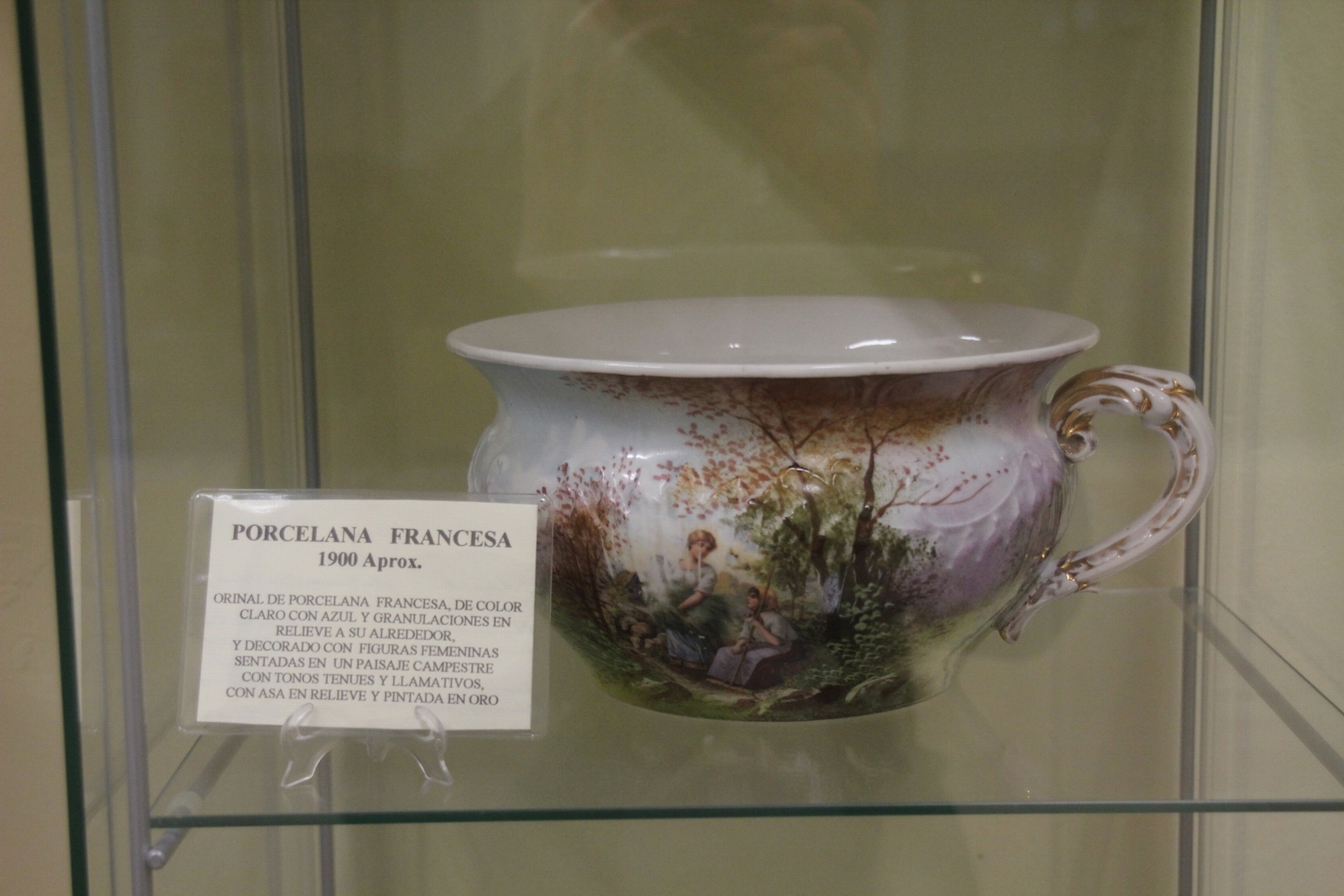
Orinal Ciudad Rodrigo

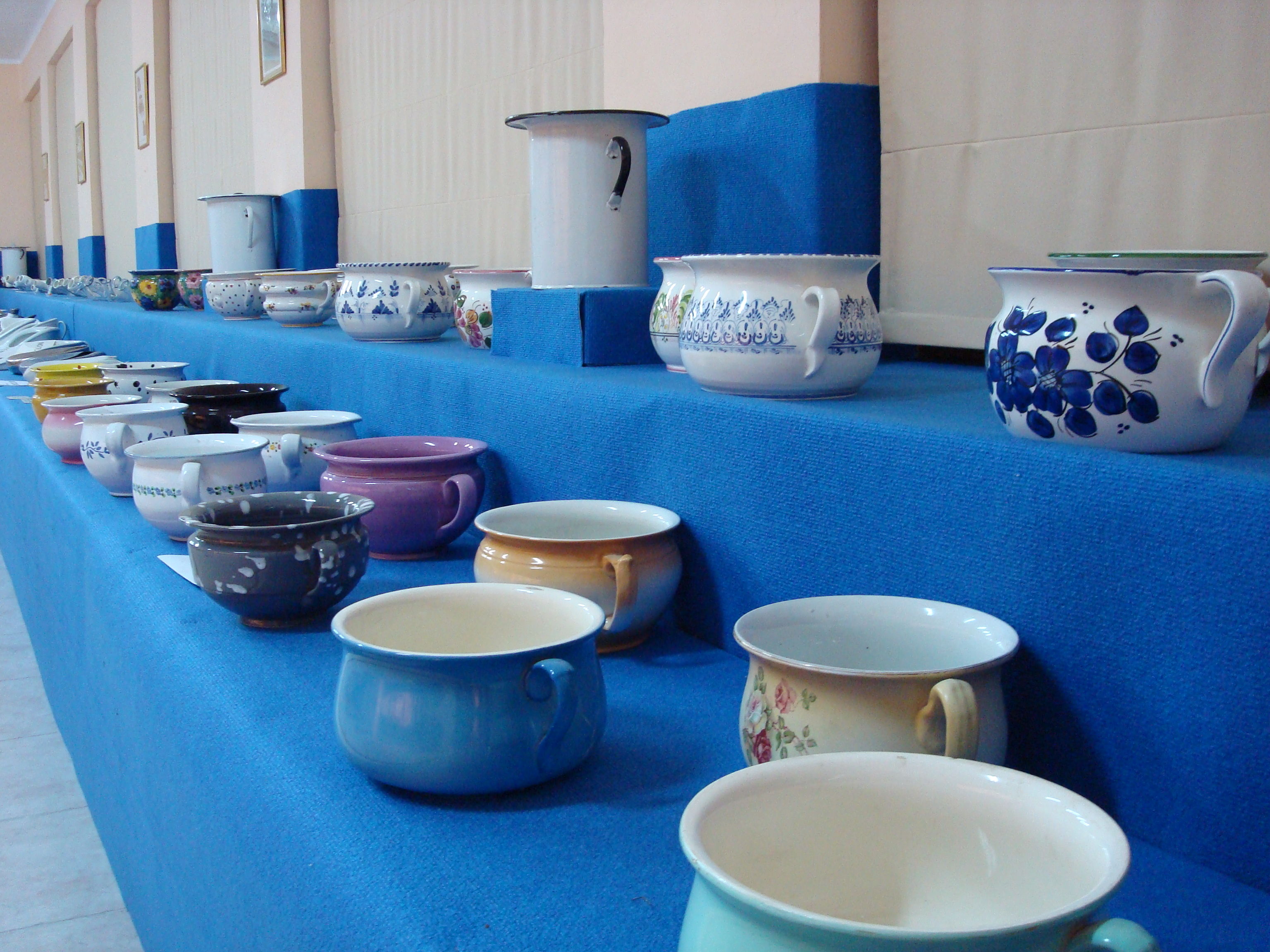
Museo del Orinal (Ciudad Rodrigo)

## Ubicación
El Museo del Orinal se encuentra ubicado en la zona monumental y eclesiástica de Ciudad Rodrigo y en el entorno de  la Catedral de Santa María, ocupa un edificio de construcción en piedra del siglo XVIII, que anteriormente había albergado el Seminario Diocesano  de San Cayetano. 

## La colección
El Museo del Orinal exhibe 1320 piezas documentadas y catalogadas, realizadas con diferentes materiales, tales como: cerámica, latón, barro, madera, porcelana, aluminio, cristal o hierro, algunas de las piezas tiene incrustaciones de oro y plata, y otras, pinturas o dibujos. La pieza más antigua es un orinal de origen islámico que data del siglo XIII.   
La colección se presenta en ocho salas donde se muestran piezas de diferentes formas y tamaños, incluso miniaturas de casas de muñecas, siendo el más pequeño como un garbanzo y fue realizado por un joyero sueco en platino, y el más grande,  de 45 cm de altura, es de barro y procede de Ciudad Rodrigo. Los orinales que se exhiben los hay nuevos y usados, de uso para hombres y de uso para mujeres. También se muestran  los llamados "Dompedros", que están en un mueble de madera, o los que se utilizaban para los viajes.  
Aquí podremos observar la evolución que ha sufrido el orinal y como ha ido adaptándose a las modas de las diferentes épocas, dentro de los niveles socioeconómicos de la población, del rango, posición social y exigencias particulares, como los viajes.  
Además de los orinales, en una de las salas se exhibe una exposición de escupideras o salivaderas. Estas se solían utilizar para escupir el tabaco o el vino y evitar ensuciar el suelo. Las escupideras, al igual que los orinales, las hay de diferentes formas, colores y materiales.
El Museo del Orinal está catalogado entre los diez más curiosos del mundo, junto con Museo de los penes en Reykjavik, Museo Subacuático de Arte de Cancún o el Museo de las Brujas de Zugarramurdi.